# Traffic shaping
Traffic shaping (česky "řízení provozu", známé také jako "packet shaping" nebo ITMPs: Internet Traffic Management Practices) se používá pro regulaci šířky přenosového pásma v počítačových sítích. Dochází ke zpožďování některých nebo všech IP datagramů, tak aby šířka přenosového pásma odpovídala požadovanému profilu provozu. Traffic shaping je forma omezování rychlosti sítí.
Traffic shaping slouží k optimalizaci a zajištění výkonnosti, zlepšení latence nebo ke zvýšení využitelnosti šířky pásma pro některé druhy paketů, zpožděním jiných druhů paketů, které splňují určitá kritéria. Aby jeden uživatel nebránil v plynulém provozu ostatním uživatelům, používáme trafic shaping pro udržení latence pod kontrolou. Traffic shaping poskytuje prostředky pro řízení objemu provozu počítačové sítě ve stanovené lhůtě nebo omezuje maximální rychlost, kterou může uživatel využít. Existují i složitější kritéria, jako je například GCRA (Generic Cell Rate algoritmus).
Traffic shaping je obvykle aplikován na okrajích sítě (pro řízení provozu uvnitř sítě), ale může být také aplikován na provoz určitého zdroje (například na síťové kartě v počítači) nebo na prvku v síti.

## Použití
Traffic shaping je někdy aplikován ve zdroji provozu pro zajištění podmínek dané smlouvou.
Toto řešení je široce používané u inženýrských sítí poskytovatelů internetového připojení.
Uzly v síti ukládají pakety před odesláním do bufferu, který je nutný pro správnou funkci traffic shapingu. To se používá například na spojení s malou šířkou pásma (např. dial-up).

## Implementace
Trafic shaper pracuje se zpožděním provozu. Měření může být prováděno např. tzv. leaky bucket nebo token bucket algoritmem. Měřené pakety nebo buňky jsou pak uloženy ve frontě pro každou třídu zvlášť. K tomu může dojít okamžitě nebo po určitém zpoždění (čekání na vyrovnávací paměti), nebo nikdy (v případě přetečení bufferu).

### Přetečení
Všechny implementace trafic shaperu mají konečnou vyrovnávací paměť a musí se vypořádat s případem, kdy je vyrovnávací paměť plná.

### Klasifikace provozu
Klasifikace provozu spočívá v rozčlenění přenosu podle různých kritérií (např. na základě čísla portu nebo protokolu).

### Samoregulační zdroje
Samoregulační zdroje produkují provoz, který nikdy nepřekročí nějakou horní mez, například pro mediální zdroje, které nelze přenášet rychleji než umožňuje rychlost kódování.

## Trafic shaping ve firmách
Traffic shaping se stále více vyskytuje v podnicích. Většina společností je mezi kancelářemi připojena přes WAN (Wide Area Network). Nyní je trend hostovat aplikace na centrálním počítači ve vzdálených kancelářích, což vede ke zvyšování objemu přenášených dat. Náklady na budování propustnějších sítí jsou vysoké, a tak se Traffic shaping stává vhodným prostředkem pro firmy, které se chtějí vyhnout nákupu drahého síťového zařízení.
V této oblasti jsou připravované nové technologie optimalizace a komprese, které se liší od Traffic shapingu, který definuje pravidla šířky pásma, zatímco pro akceleraci aplikací se dociluje pomocí několika různých technik. WAN optimalizace a komprese (WOC) používají kompresní algoritmy a diferenciální algoritmy, které pracují na bázi, že se zasílají pouze rozdíly v souboru, nikoli jejich celý obsah.